# خايرو نيتو
خايرو نيتو هو لاعب كرة قدم برازيلي، ولد في 4 مارس 1994 في كاماكاري في البرازيل. شارك مع منتخب تيمور الشرقية تحت 23 سنة لكرة القدم ومنتخب تيمور الشرقية لكرة القدم. أما مع النوادي، فقد لعب مع نادي الطليعة ونادي سلوفان براتيسلافا ونادي قلمرية المتحد.

## وصلات خارجية
- خايرو نيتو على موقع قاعدة بيانات كرة القدم.إي يو (الإنجليزية)
- خايرو نيتو على موقع ناشيونال فوتبول تيمز (الإنجليزية)